# 孔戈斯托德瓦尔达维亚
孔戈斯托德瓦尔达维亚，是西班牙卡斯蒂利亚-莱昂帕伦西亚省的一个市镇。 总面积69平方公里，总人口257人（2001年），人口密度4人/平方公里。